# Айдомаджоре
Айдомаджо̀ре (на италиански: Aidomaggiore и на сардински: Aidumajore, Айдумайоре) е село и община в Южна Италия, провинция Ористано, автономен регион и остров Сардиния. Разположено е на 250 m надморска височина. Населението на общината е 472 души (към 2010 г.).